# Friedrich Uhlhorn
Friedrich Uhlhorn (Hannover, 17 april 1860 – Hann. Münden, 10 mei 1937) was een Duits luthers pastor, theoloog en kerkhistoricus.

## Biografie
De zoon van een hofprediker, de abt van Loccum en lid van de kerkenraad Gerhard Uhlhorn (1826 tot 1901) studeerde aan het gymnasium van Hannover en Celle. Vervolgens studeerde hij theologie en staathuishoudkunde in Gießen, Erlangen, Göttingen en Berlijn. In 1889 werd Uhlhorn dominee in Lauenförde. Acht jaar later nam hij diezelfde functie in Hamelen over en deed dat tot 1921. Daarna voerde hij deze baan ook in Meensen uit; in 1931 ging hij met pension. Uhlhorn heeft in Hameln onder andere parochies ingevoerd, de zorg voor armen geregeld en meerdere kerkelijke verenigingen begeleid.

## Publicaties (selectie)
- Die Kasualrede. Ihr Wesen, ihre Geschichte und ihre Behandlung nach den Grundsätzen der lutherischen Kirche. Nebst einer Sammlung von Texten zu Kasualreden nach dem hannoverschen Lectionar (1896)
- Die Kirchenzucht nach den Grundsätzen der lutherischen Kirche (1901)
- Gerhard Uhlhorn, Abt zu Loccum. Ein Lebensbild (1903)